# 기주르

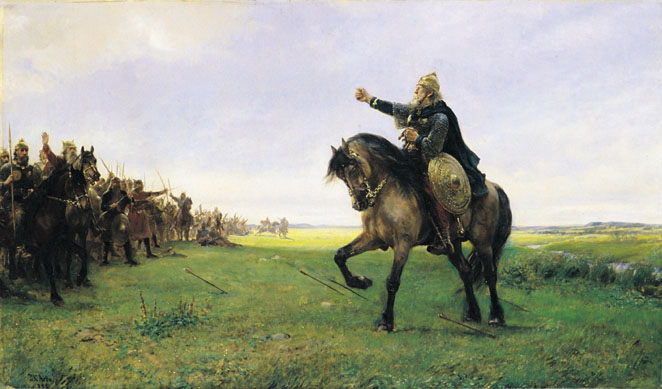
훈족을 도발하는 기주르.

기주르(고대 노르드어: Gizurr)는 노르드 신화의 티르핑 대계에 나오는 5세기경의 기트인의 왕이다. 《헤르보르와 헤이드레크의 사가》 제13-14장에 내부적으로 보존된 〈흘로드의 서사시〉에 등장한다. 쿠데타를 일으켜 레이드고탈란드의 고트인들의 왕이 된 헤이드레크의 양아버지다.

| 노르드어: Ár kváðu Humla 아르 크바두 후믈라 Húnum ráða, 후눔 라다 Gizur Gautum, 기주르 가우툼 Gotum Angantý... 고툼 앙간튀 | 한국어 중역: 옛날 옛적에, 후믈리가 훈족을 다스리고, 기주르가 기트인을, 고트인은 앙간튀르가... |  |

헤이드레이크가 죽자 기주르는 단파르 강변의 고트인의 수도 아르헤이마르로 와서 양아들의 장례에 참석한다. 헤이드레이크의 아들 앙간튀르는 새로 왕에 즉위하여 부친을 기념하는 연회를 연다. 그때 헤이드레이크의 사생아로 훈족들 사이에서 성장한 흘로드가 찾아와 자기 몫의 유산을 요구한다. 앙간튀르는 고트인의 땅의 3분의 1을 주겠다고 제안했는데, 흘로드가 뭐라 대답하기도 전에 기주르가 끼어들어 사생아에 불과한 흘로드는 어떠한 권리도 없다고 퇴박을 놓는다. 이로 인해 대략 35만 명 병력의 훈족 군단이 쳐들어와 고트인들과 전쟁을 벌이게 된다. 기주르도 앙간튀르의 편을 들어 전쟁에 참여했는데, 자기의 기트인 백성들을 병력으로 데리고 온 것으로 보인다.
기주르가 고트인들의 편을 들기 때문에 흘로드는 기주르를 조롱조로 "동고트인의 전사(고대 노르드어: Grýtingaliði 그뤼팅갈리디)" 라느니, "앙간튀르의 부하(고대 노르드어: mann Angantýs 만 앙간튀스)" 라느니 등의 표현으로 부른다.